# Hackmania saphes
Hackmania saphes är en spindelart som först beskrevs av Chamberlin 1948.  Hackmania saphes ingår i släktet Hackmania och familjen kardarspindlar. Inga underarter finns listade i Catalogue of Life.